# Gaude Mater Polonia

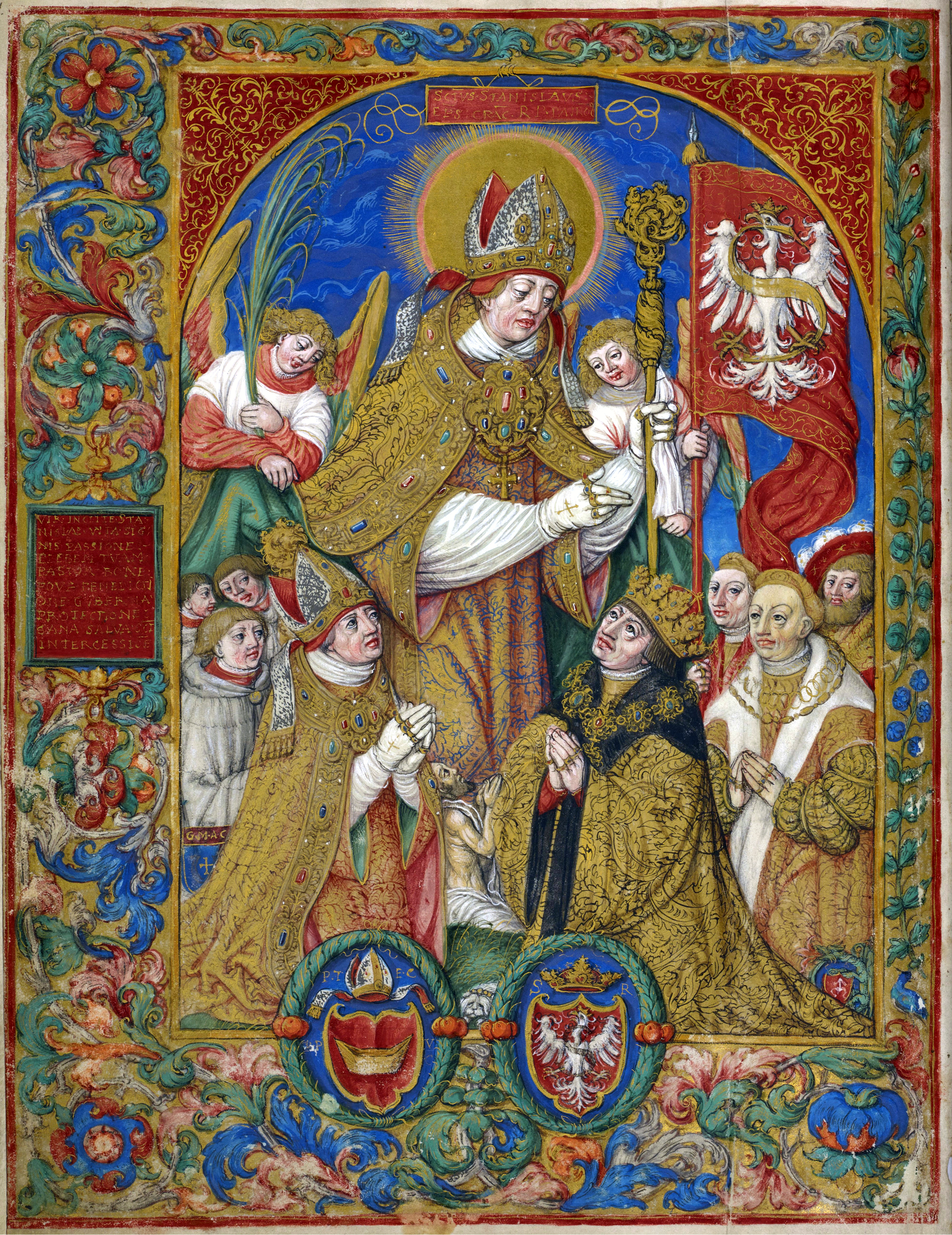
Hình thu nhỏ của Stanisław Szczepanowski vẽ bởi Stanisław Samostrzelnik của Mogiła (Stanislaus Claratumbensis).

"Gaude Mater Polonia"(Latin,"Hân hoan, ôi Mẹ Ba Lan") là một trong những bài thánh ca Ba Lan thời trung cổ phổ biến nhất, được viết vào thế kỷ thứ 13 hoặc 14 để tưởng nhớ đến Thánh Stanisław Szczepanowski, Giám mục của Kraków. Các hiệp sĩ Ba Lan thường hát nó sau khi thắng trận, có lẽ nó dựa trên một trong số các giai điệu của Thánh ca Gregoriano O Salutaris Hostia vịnh về Tiệc Thánh.

## Lịch sử
Bài thánh ca xuất hiện vào năm 1253, cùng lúc với lễ phong thánh cho Stanisław Szczepanowski vào ngày 8 tháng 9 ở Assisi; Stanisław tử đạo vào ngày 11 tháng 4 năm 1079. Tác giả của ca khúc là nhạc sĩ Ba Lan đầu tiên trong lịch sử âm nhạc được biết tên, thi sĩ Vincent của Kielcz, thuộc Dòng Anh Em Giảng Thuyết, một tu sĩ người Kraków và là tuyên úy của Giám mục Iwo Odrowąż. Trong một thời gian dài ông bị gọi nhầm là Vincent của Kielce, và ông viết bài thánh ca để truy niệm việc tuyên thánh cho Thánh Stanisław. Tác phẩm được cho rằng trình diễn lần đầu vào ngày 8 tháng 5 năm 1254, giữa những nghi lễ phong thánh tại Kraków.
Vincent đã viết Lịch sử của thánh Stanislas bằng tiếng Latin (Dies adest celebris). Bài thơ mô tả về cuộc đời và thành tựu của Giám mục Stanisław và những điều kỳ diệu đã xảy ra sau cái chết của ngài, mà người ta vẫn còn nhắc đến trong suốt hai thế kỷ. Huyền thoại kể rằng sau khi thánh Stanisław bị phân thây, các mảnh thi thể tự kết hợp lại một cách diệu kỳ và tái tạo lại cơ thể hoàn chỉnh, trong khi những con đại bàng thì lượn vòng trên bầu trời. Đây là một phúng dụ của đất nước Ba Lan hiện nay vào thời đó: phân tách ra nhiều mảnh nhưng hi vọng sẽ tại hợp thành một quốc gia lần nữa. Sự tái hợp Ba Lan xảy ra vài năm sau lễ phong thánh cho thánh Stanisław dưới thời trị vì của Vua Władysław I Łokietek.
Từng thuộc tác phẩm Lịch sử, nơi chứa đựng những thành tố của bài hát, phần Gaude, Mater Polonia một thời gian sau đã được công nhận là một tác phẩm riêng biệt. Trong suốt nhiều năm, nó cuối cùng trở thành bài thánh ca hoàng gia của Triều đại Piast. Bài thánh ca đã trở thành một phần của truyền thống và lịch sử của Ba Lan, được hát trong lễ đăng quang của quốc vương Ba Lan, đám cưới hoàng gia, cũng như trong các lễ kỷ niệm chiến thắng năm 1683 của Jan III Sobieski ở Viên. Các vua và các nhà cầm quân cảm tạ chiến công của họ bằng cách hát vang bài ca sau mỗi trận đánh. Giai điệu đã phổ biến trong gần 750 năm, và đã trở thành một yếu tố quan trọng trong văn hóa Ba Lan. Ngày nay, nó được hát tại hầu hết các trường đại học trong lễ khai giảng cũng như trong các ngày lễ quan trọng của quốc gia.

## Âm nhạc
Xét ở khía cạnh âm nhạc, Gaude, Mater Polonia có một giai điệu riêng biệt không giống bất kỳ bài thánh ca bằng tiếng Latin nào. Giai điệu của nó có cấu trúc đối xứng dạng vòm, làm cho nó trở thành một kiểu giai điệu kể chuyện đặc trưng của dân ca. Nó có một âm hưởng hân hoan nhưng đầy tự hào. Một vài nguồn cho rằng giai điệu chịu ảnh hưởng từ bài thánh ca vịnh Thánh Đa Minh, Gaude Mater Ecclesia, có nguồn gốc từ Dòng Đa Minh của Ý.
Nó được hát phổ biến nhất bằng bản biên khúc của Teofil Tomasz Klonowski (1805–1876), được viết cho hợp xướng bốn bè, với giai điệu được viết trong câu nhạc bốn trường canh. Mặc dù nó không còn là Quốc ca của Ba Lan, nhưng nó vẫn thường được dùng trong các dịp trọng đại của tôn giáo hoặc quốc lễ.